# Golchen
Golchen  ist eine Gemeinde im Nordosten des Landkreises Mecklenburgische Seenplatte. Sie liegt südöstlich von Demmin. Bis zum 1. Januar 2004 war die Gemeinde Teil des Amtes Tollensetal und ist seitdem Teil des Amtes Treptower Tollensewinkel mit Sitz in Altentreptow.

## Geografie und Verkehr
Golchen liegt etwa zwölf Kilometer nördlich von Altentreptow und ca. 22 km südöstlich von Demmin. Die Landesstraße 35 (ehemals Bundesstraße 96) führt durch die Gemeinde, die Bundesautobahn 20 östlich am Gemeindegebiet vorbei. Sie ist über den Anschluss Burow (etwa drei Kilometer von Golchen entfernt) zu erreichen. Die Gemeinde liegt im Tollenseurstromtal. Zu ihr gehört ein westlich gelegenes langgestrecktes Waldgebiet.

## Ortsteile
- Golchen
- Rohrsoll
- Tückhude
- Ludwigshöhe

## Geschichte
Golchen zählt zu den ältesten Orten in der Region. Erstmals wurde das Dorf 1170 in einer Stiftungsurkunde des Prämonstratenserklosters Broda erwähnt. Die Pommernherzöge Kasimir von Pommern und Bugeslav sprechen dem Kloster die Nutzung einer Saline Colke zu, „salinam que est in colkle“. „Colke“ geht auf das slawische Wort „Chol“ für Salz zurück. Bereits 1173 wurde die Saline wieder urkundlich aufgeführt, Bischof Berno von Schwerin sichert dem Kloster Dargun Einkünfte aus der Salzgewinnung zu. Diese Urkunden sind im Mecklenburgischen Urkundenbuch aufgeführt.
Am 30. April 1945 stand Golchen unter Beschuss der sowjetischen Armee, 13 Menschen starben. Sie wurden in einem Massengrab bestattet. Im Jahr 2008 wurde die Geschichte des Tages aufgearbeitet und durch finanzielle Mittel des Innenministeriums des Landes Mecklenburg-Vorpommern entstand auf dem Golchener Friedhof eine Kriegsgräberstätte, welche am 30. April 2010 eingeweiht wurde. Im Jahr 1909 wurde die Freiwillige Feuerwehr Golchen gegründet.

## Wappen, Flagge, Dienstsiegel
Die Gemeinde verfügt über kein amtlich genehmigtes Hoheitszeichen, weder Wappen noch Flagge. Als Dienstsiegel wird das kleine Landessiegel mit dem Wappenbild des Landesteils Vorpommern geführt. Es zeigt einen aufgerichteten Greifen mit aufgeworfenem Schweif und der Umschrift „GEMEINDE GOLCHEN • LANDKREIS MECKLENBURGISCHE SEENPLATTE“.

## Sehenswürdigkeiten
- Kirche Golchen aus dem 15./16. Jahrhundert
- Kriegerdenkmal für die Gefallenen des Ersten Weltkriegs (1914–1918)[4], welches direkt vor der Dorfkirche steht. Erbaut wurde das Denkmal aus kleinen und großen Feldsteinen und erinnert an die gefallenen Soldaten, die Einwohner von Golchen waren. Eingeweiht wurde das Kriegerdenkmal am 2. September 1928.
- „Teufelsbaum“, nach einer lokalen Sage hat der Teufel im Dreißigjährigen Krieg einen Schatz versteckt. Er stieß in drei Dörfern der Region seinen Dreizack in einen Baum. Im Mittelpunkt dieser Markierungen soll der Schatz vergraben liegen. Der Teufelsbaum in Golchen, ein Birnbaum, steht am Dorfteich.
- Tollensetal
- Slawischer Burgwall auf dem Schlossberg, ehemalige Niederungsburg, durch landwirtschaftliche Nutzung nur noch ein flacher Wall, archäologische Funde, heute ein Bodendenkmal[5]

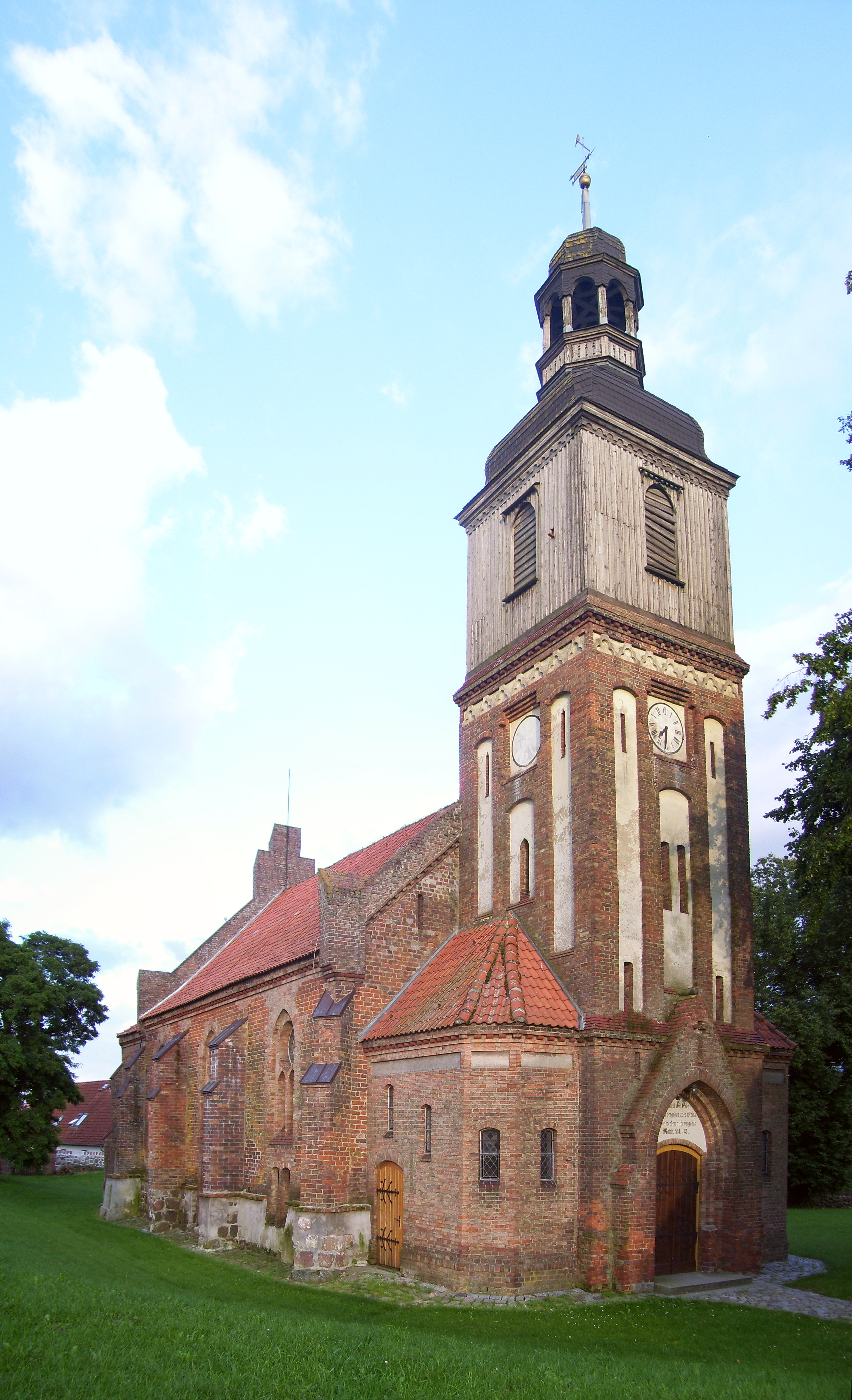
Dorfkirche Golchen
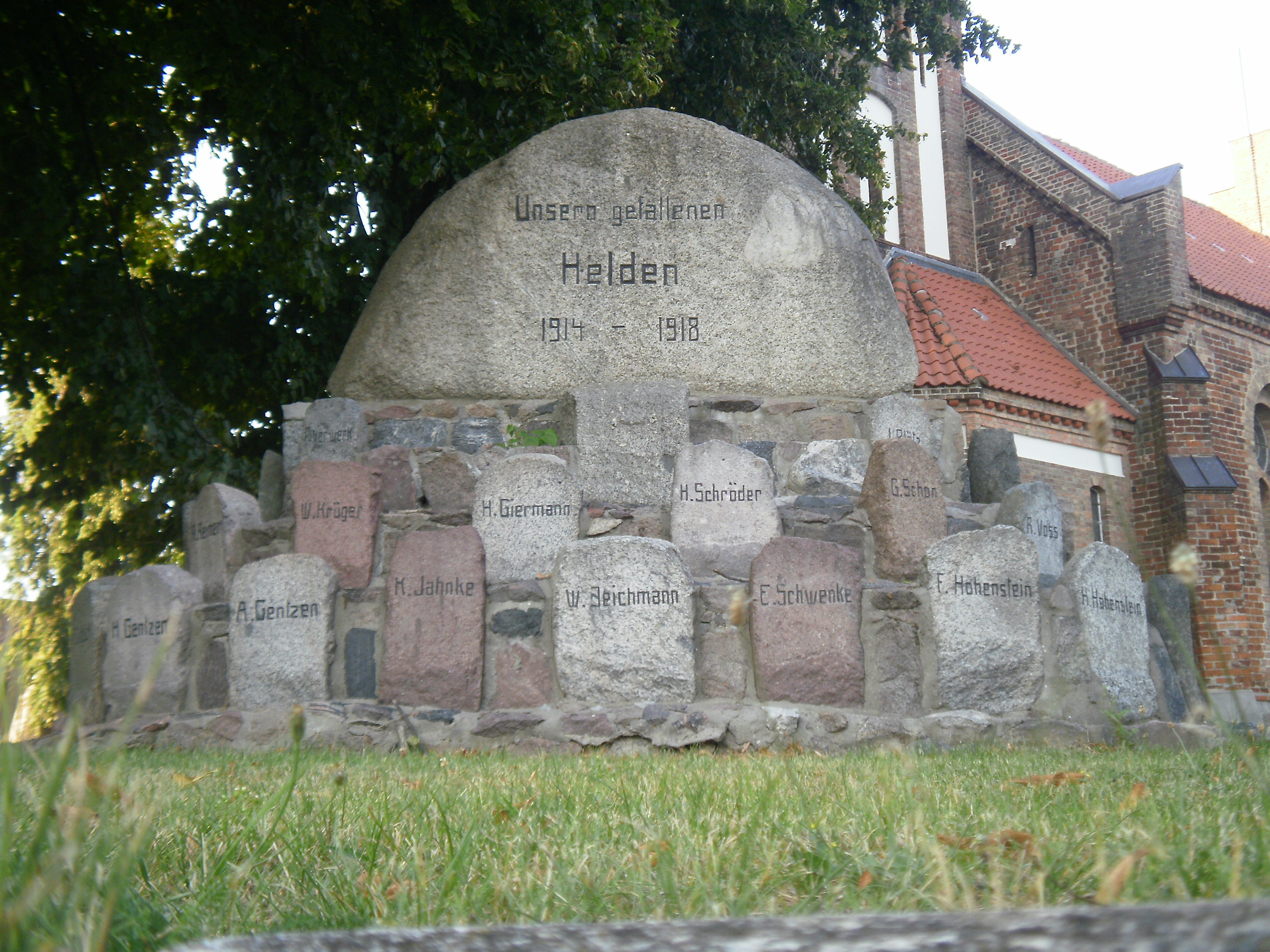
Kriegsdenkmal Golchen
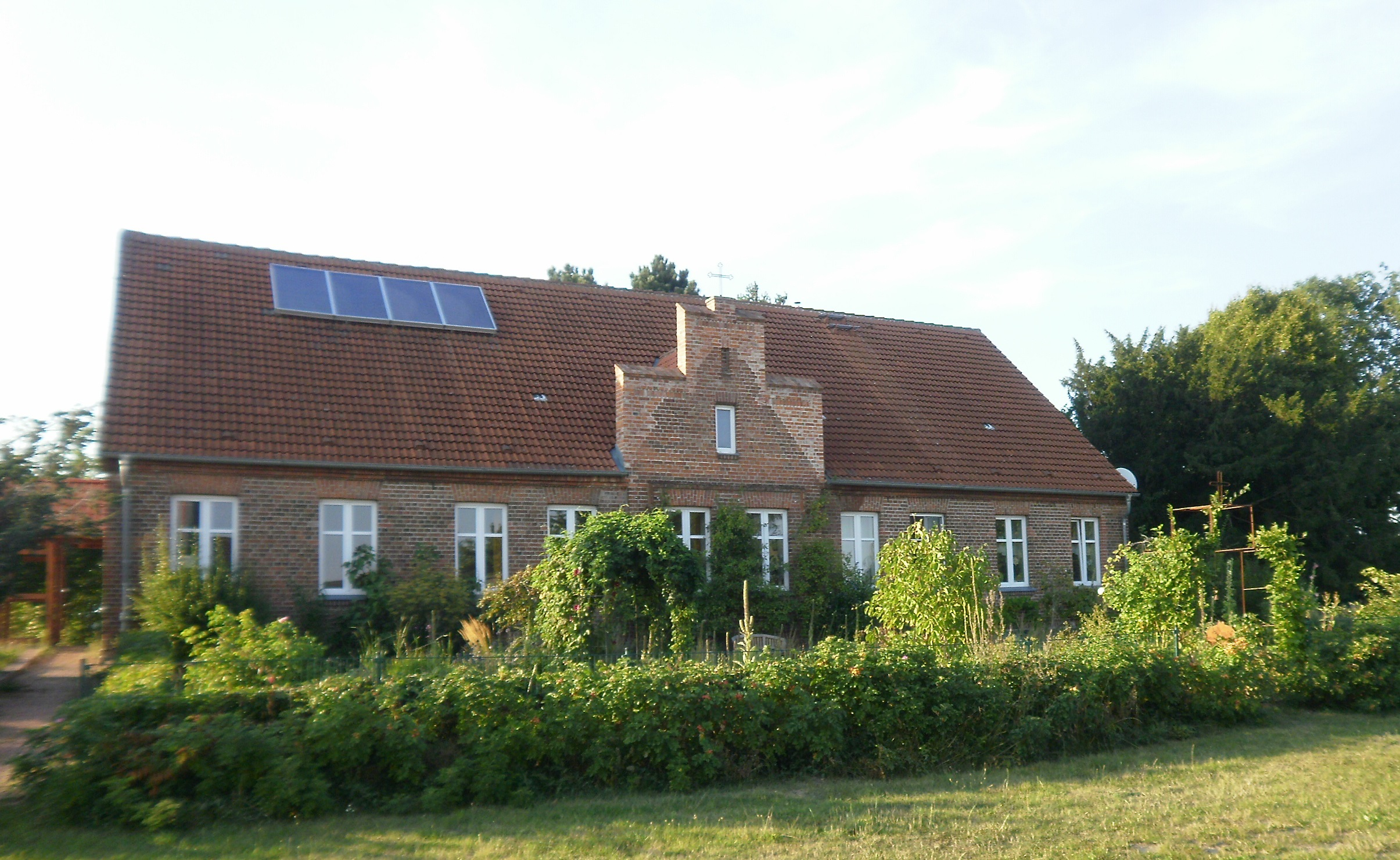
Pfarrhaus Golchen
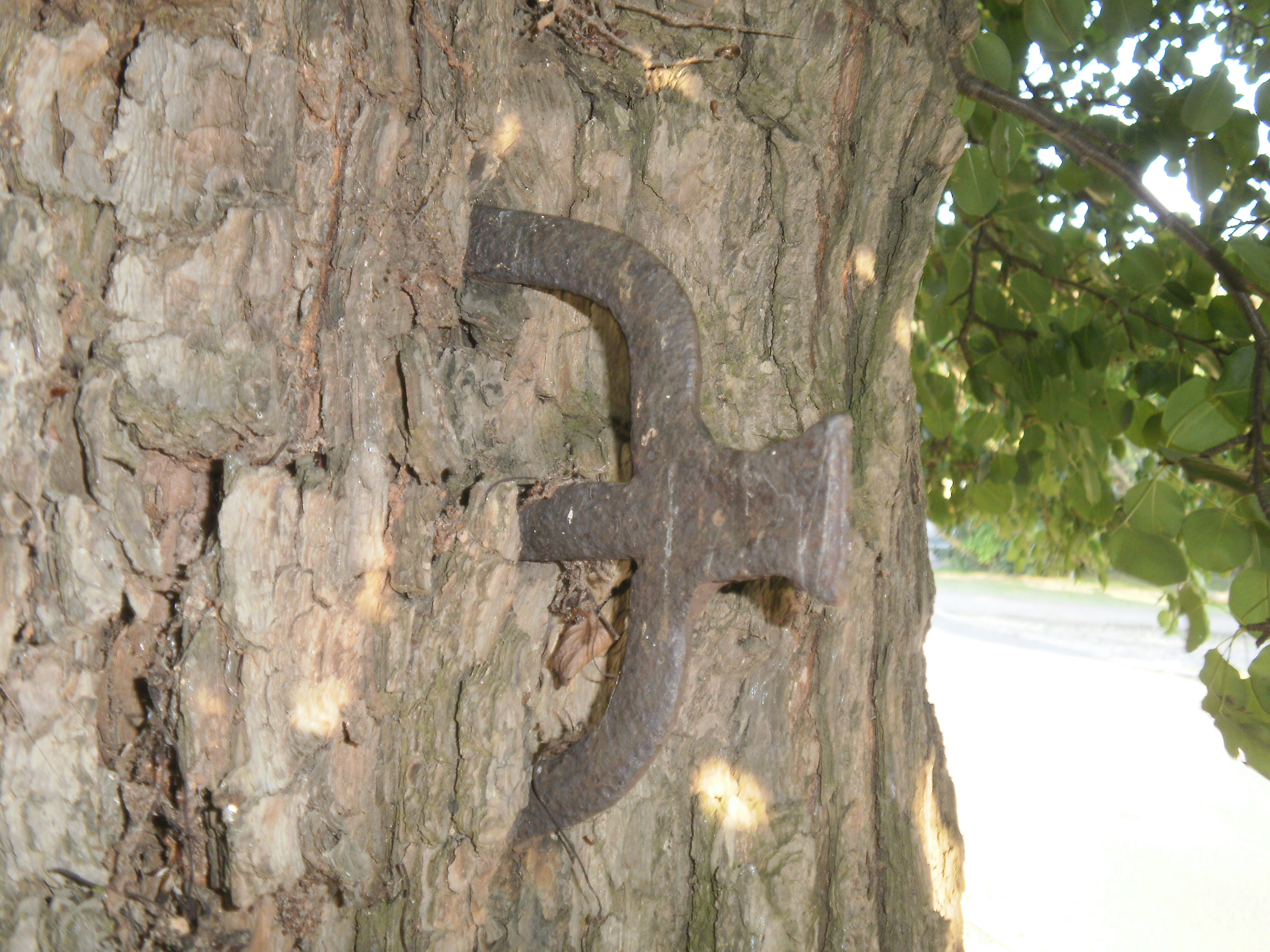
Teufelsbaum Golchen
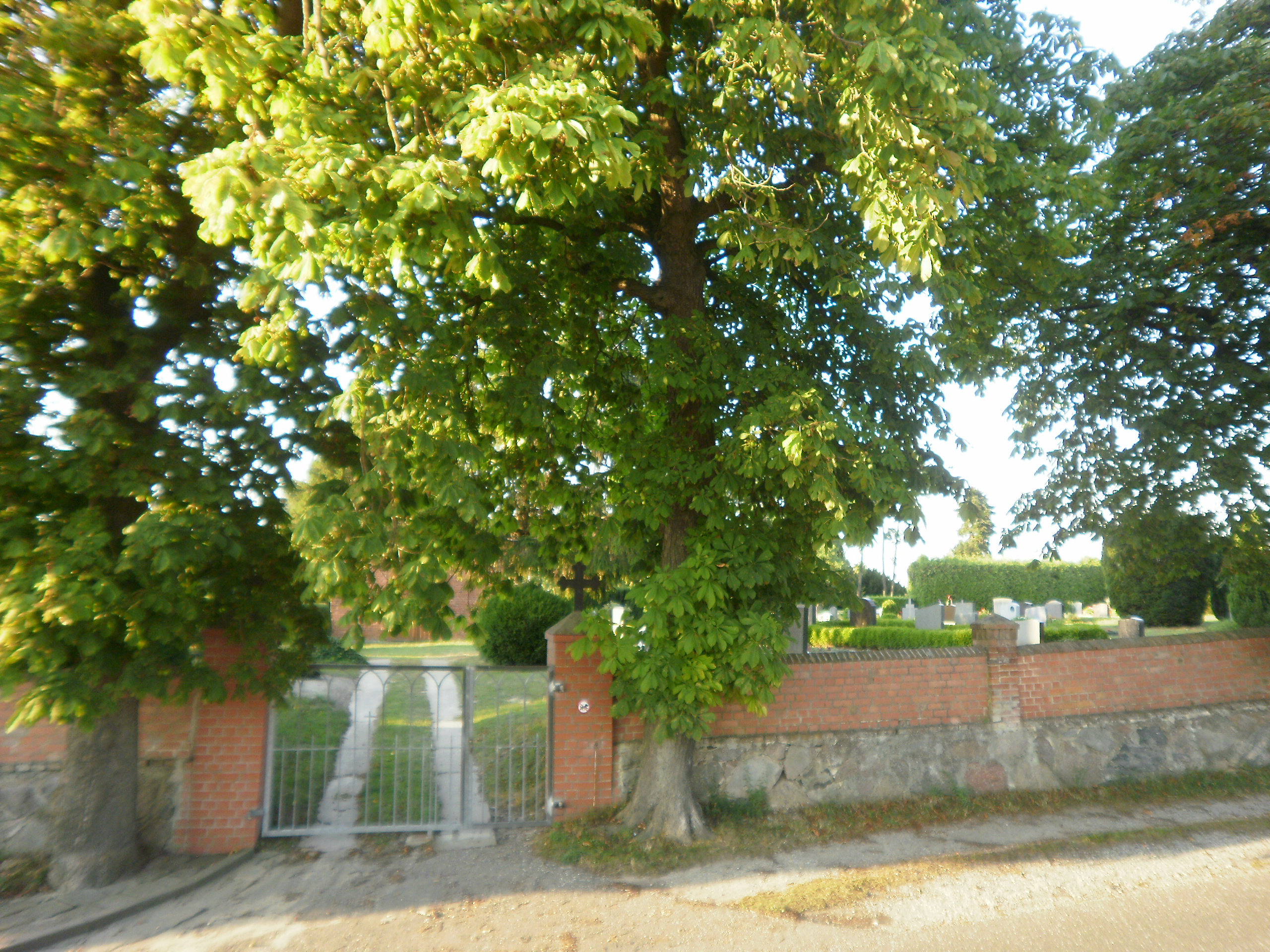
Eingangstor Friedhof Golchen
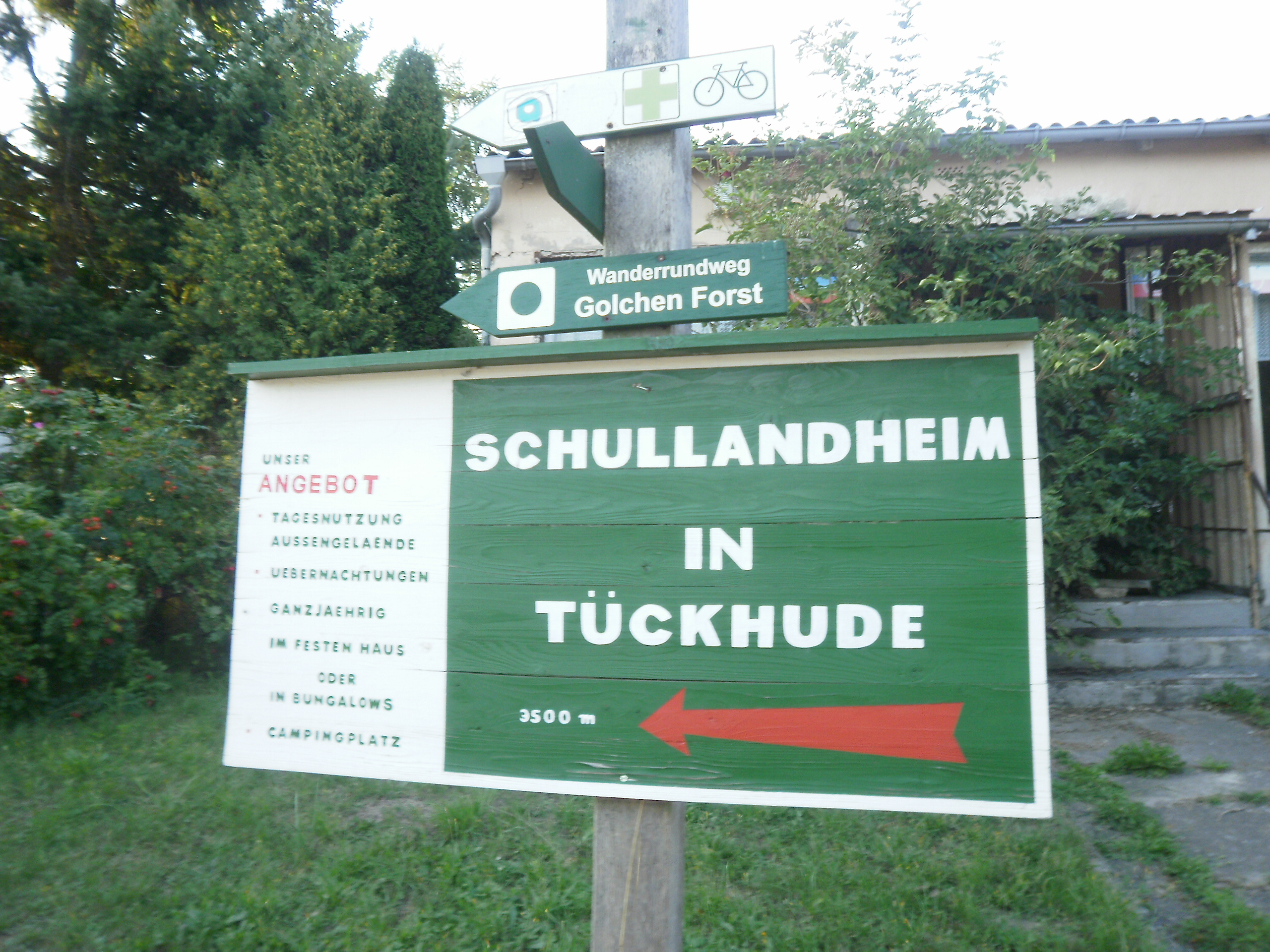
Hinweisschilder in Golchen, Richtung Tückhude
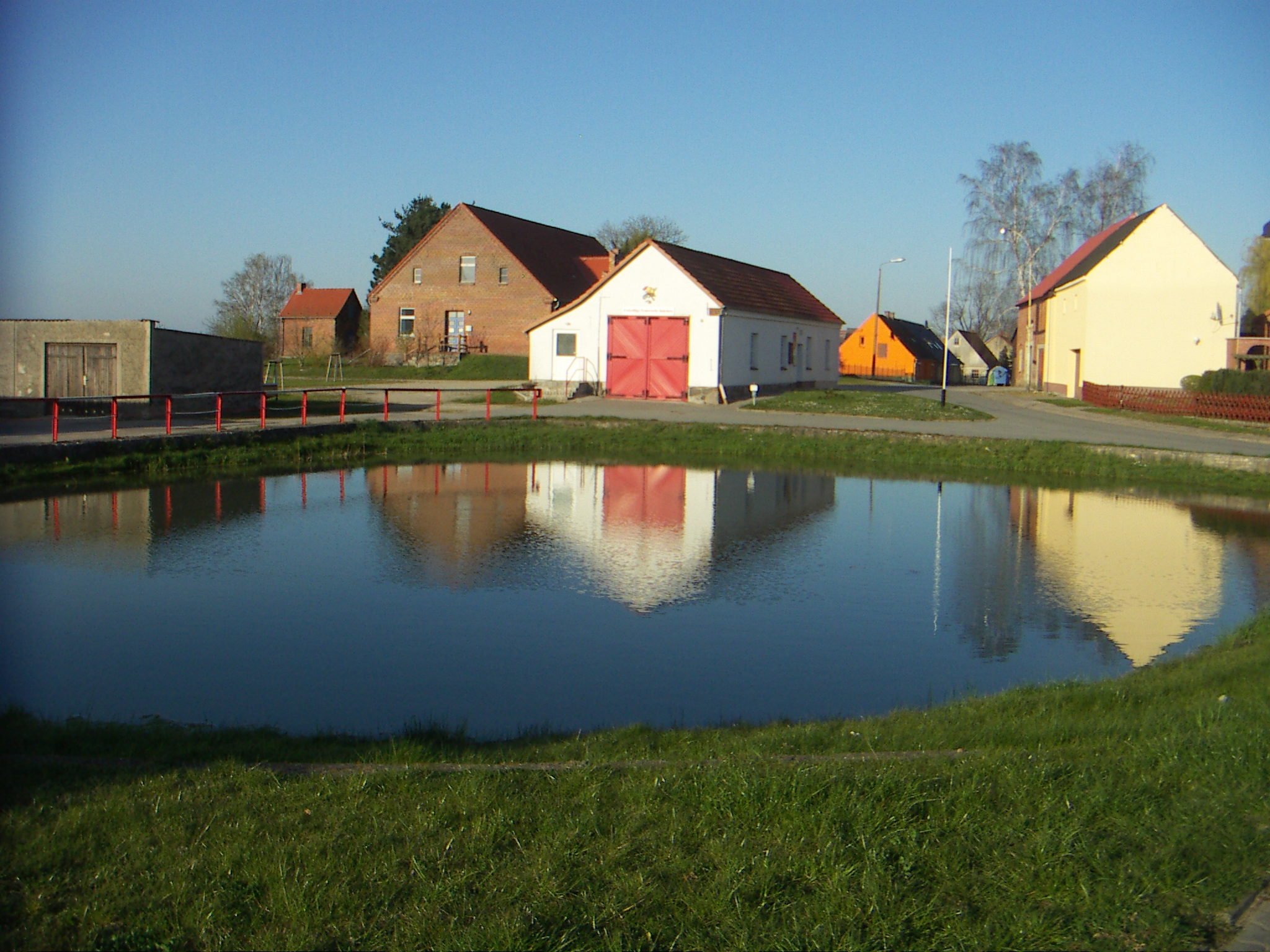
Dorfteich und Gebäude der Freiwilligen Feuerwehr Golchen